# Berezowicze
Berezowicze (ukr. Березовичі) – wieś na Ukrainie na terenie rejonu włodzimierskiego w obwodzie wołyńskim, liczy 689 mieszkańców.